# Анна Гершнік
Анна Гершнік (до шлюбу Сегал; нар. 13 вересня 1975, Калінінград, РРФСР, СРСР) — американська шахістка, до 1990 року представниця СРСР, а в 1990—2005 роках — Ізраїлю, гросмейстер серед жінок від 1995 року.

## Шахова кар'єра
1989 року набрала в Агуадільї титул чемпіонки світу серед дівчат до 14 років. Наступного року її сім'я виїхала до Ізраїлю і Анна відразу ж опинилася серед провідних шахісток країни. У 1990—1998 роках п'ять разів (зокрема один раз на 1-й шахівниці) виступила на шахових олімпіадах, крім того, в 1992 році взяла участь у командному чемпіонаті Європи. 1991 року посіла 3-тє місце (позаду Тетяни Лемачко і Констанце Ян) на зональному турнірі (відбіркового циклу чемпіонату світу), який відбувся в Граці. У наступних роках кілька разів представляла Ізраїль на чемпіонаті світу серед дівчат (1992, 1993 — до 18 років, 1995 — до 20 років) і Європи (1994, 1995 — до 20 років). 1993 року поділилася 4-те місце на турнірі First Saturday FS12 ЇМ-І в Будапешті. У 1998 році дійшла до півфіналу чемпіонату Ізраїлю, який проходив за олімпійською системою, поступившись у ньому Еллі Пітам. 1999 року завершила активну шахову кар'єру.
Найвищий рейтинг Ело в кар'єрі мала станом на 1 липня 1995 року, досягнувши 2335 очок ділила тоді 49-51-те місце світовому рейтинг-листі ФІДЕ, одночасно займаючи 1-ше місце серед ізраїльських шахісток.

## Зміни рейтингу
| На цьому місці має відображатися графік чи діаграма, однак з технічних причин його відображення наразі вимкнено. Будь ласка, не видаляйте код, який викликає це повідомлення. Розробники вже працюють для того, щоби відновити штатне функціонування цього графіка або діаграми. | |
| | На цьому місці має відображатися графік чи діаграма, однак з технічних причин його відображення наразі вимкнено. Будь ласка, не видаляйте код, який викликає це повідомлення. Розробники вже працюють для того, щоби відновити штатне функціонування цього графіка або діаграми. |